# Caso Universal City Studios contra Nintendo

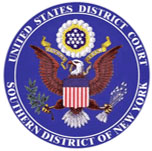
Logo del Tribunal Distrital Federal de los EE. UU. para el Distrito Sur de Nueva York, donde se publicó este caso.

El caso Universal City Studios, Inc. contra Nintendo Co., Ltd. fue un caso publicado en la Corte de Distrito de los Estados Unidos para el Distrito Sur de Nueva York por el juez Robert W. Sweet. En su denuncia, Universal City Studios (en aquel entonces dirigida por la MCA) afirmó que el videojuego de Nintendo Donkey Kong era una infracción a los derechos de autor de la franquicia King Kong: la trama y los personajes de los cuales Universal afirmó que había sido suyo. Nintendo argumentó que Universal había cedido al dominio público en el argumento y los personajes de King Kong (del caso Universal City Studios, Inc. contra RKO General, Inc.) en 1980.
Sweet declaró que Universal había actuado de mala fe, amenazando los permisos de la licencia de Nintendo, sin haber autorizado la utilización del nombre de King Kong, sus personajes y la sinopsis. También dijo que no había posibilidad de confundir a los consumidores y el juego con los personajes de Nintendo y los personajes de la película King Kong. Universal apeló la decisión, pero el veredicto se mantuvo.

## Desarrollo
El éxito del videojuego para Arcades Donkey Kong de Nintendo era indiscutible hasta que en abril de 1982, Sidney Sheinberg, abogado y presidente de MCA y Universal City Studios, sospecha que el juego podía infringir los derechos de autor con respecto a King Kong. El 27 de abril, él amenaza a Coleco con una demanda por la versión doméstica de Donkey Kong. Al fin, el 5 de mayo, se llega a un acuerdo, en el que Coleco cedía el 3% de los beneficios obtenidos por Donkey Kong, que ascendían a 4,6 millones de dólares.
Mientras, Sheinberg da la licencia a Tiger Electronics para que hiciese un juego de King Kong en su línea de consolas portátiles, pero O. R. Rissman rechaza reconocer la marca registrada de Universal. Cuando Universal amenazó a Nintendo, Howard Lincoln y la compañía nipona no le dio ninguna importancia. Entonces Universal permitió a la compañía Tiger seguir produciendo el videojuego de King Kong, siempre y cuando lo diferenciasen claramente de Donkey Kong. 
Universal denunció a Nintendo definitivamente el 29 de junio de 1982, y anunció su licencia con Coleco. La compañía empezó a enviar cartas a las compañías afiliadas con la licencia de Donkey Kong para que desistieran de realizar juegos con la licencia de dicho personaje, pidiendo que les pagasen los derechos, excepto a MB y a la empresa Ralston Purina.
El juicio entre Universal City Studios y Nintendo se produjo en Nueva York. Dirigió el juicio el juez Robert W. Sweet. Universal, y la empresa neoyorquina Townley-Updike alegaba que los nombres de King Kong y de Donkey Kong podían confundirse de una manera muy fácil y, debido a esto, el argumento de los videojuegos de Donkey Kong infringiría los derechos de las películas de King Kong. John Kirby, consejero de Nintendo, se defendía alegando que se había hablado antes de que la saga King Kong, personajes y escenarios estuvieran en dominio público. El juez Sweet dio la razón a Nintendo:
"Donkey Kong es la particular expresión de un malvado mono y un carpintero (con o sin un sombrero de fuego) que debe esquivar diversos obstáculos (ya sean bombas o bolas de fuego), mientras sube escaleras de mano (ya sea completas o rotas), recogiendo premios (paraguas o bolsos) para rescatar a una 'rubia' como rehén de los gorilas no está en contra de los derechos protegidos de Universal y sus licenciatarios".
Universal decidió apelar el veredicto del juez, y demostró pruebas de la confusión que tenía la gente sobre ambos personajes gracias a una encuesta telefónica realizada por la misma compañía (mucha gente puede confundir los dos nombres: a día de hoy hay, por ejemplo, gente de habla hispana que llama a Donkey Kong "Don King Kong"). Aun así, el 4 de octubre de 1984, se decidió que se mantuviera el veredicto anterior.
Nintendo y las otras compañías que tenían licencia de Donkey Kong, se alinearon para denunciar a Universal. El 20 de mayo de 1985, el juez dictamina que Nintendo debe recibir 1,8 millones de dólares por daños y perjuicios, pero se denegó la propuesta de la compañía de recibir dinero por los contratos de Universal con las compañías con licencia de Donkey Kong. Ambas compañías apelaron, pero no prosperaron.
El abogado John Kirby sirvió como consejero y defensor de Nintendo en el caso; producto de su triunfo, considerado vital para una industria de videojuegos en crisis, la compañía bautizó a un personaje en honor a Kirby, el personaje homónimo, según declaró Shigeru Miyamoto. Kirby fue lanzado por primera vez en 1992; es protagonista de su propia serie de videojuegos y uno de los personajes más populares de Nintendo. Nintendo también lo recompensó con un velero de 30.000 dólares y los derechos mundiales de poder usar el nombre de Donkey Kong para ese tipo de embarcaciones.